# Esquadrão N.º 87 da RAF

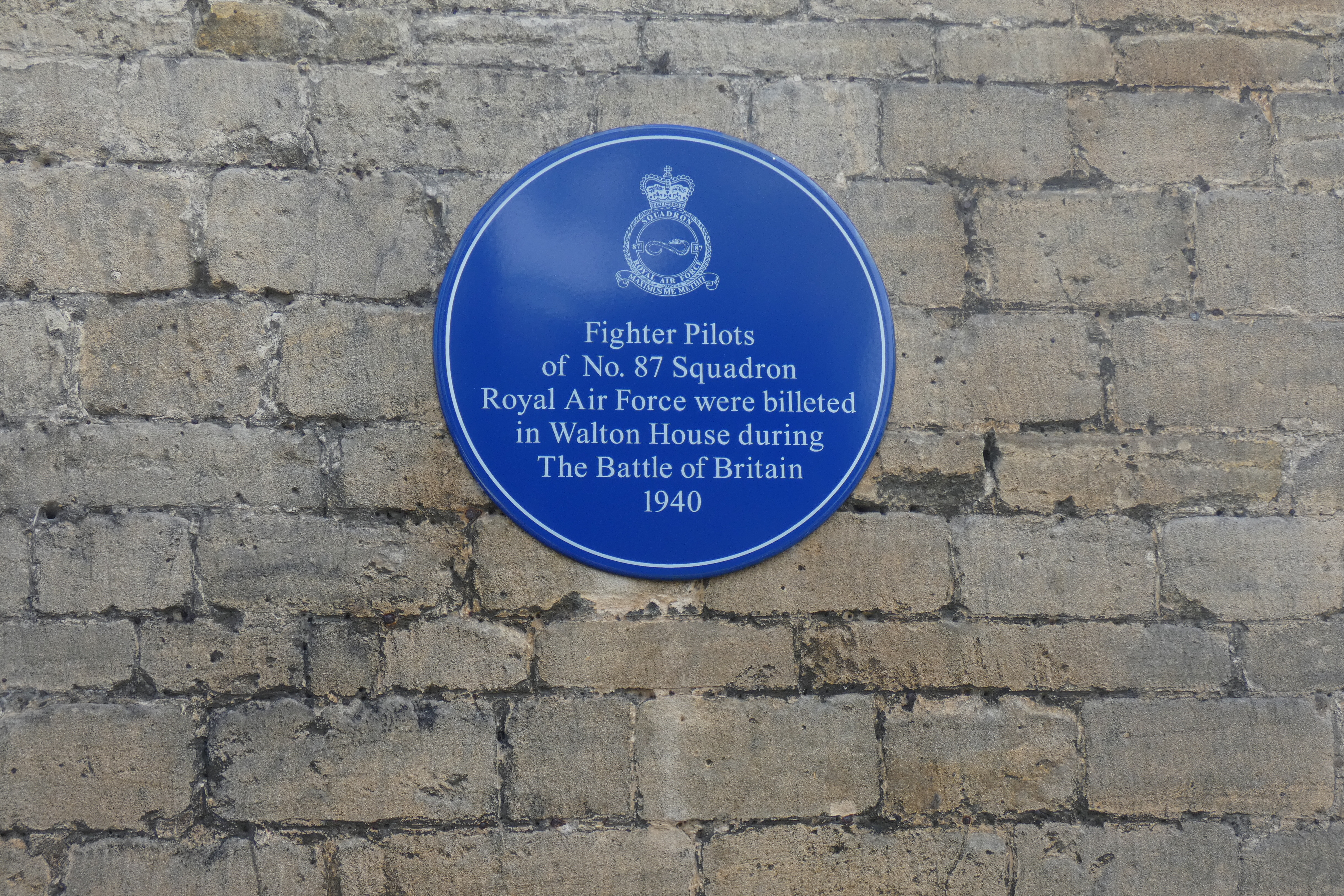
Placa azul em homenagem

O Esquadrão N.º 87 foi um esquadrão de aeronaves da Real Força Aérea durante a Primeira Guerra Mundial e a Segunda Guerra Mundial.

## Primeira Guerra Mundial
O Esquadrão N.º 87 do Royal Flying Corps (RFC) foi formado no dia 1 de setembro de 1917 em Upavon a partir de elementos da Escola de Voo Central. Em 17 de dezembro de 1917, mudou-se para o aeródromo Hounslow Heath e foi equipado com aviões Sopwith Dolphin e SE5A, seguindo para a França em abril de 1918. Após o armistício, o esquadrão voltou para a Inglaterra e foi dissolvido na RAF Ternhill em 24 de junho de 1919. O esquadrão tinha sete ases, Arthur Vigers, o futuro marechal do ar Leslie Hollinghurst, Henry Biziou, Joseph Callaghan (um oficial comandante do Esquadrão N.º 87 por um tempo, apenas alcançando o estatuto de ás com o Dolphin no final da guerra), Charles Darwin, Herbert Joseph Larkin, Alexander Pentland e Charles Edward Worthington.

## Segunda Guerra Mundial
O Esquadrão N.º 87 foi reformado em 15 de março de 1937 em RAF Tangmere a partir de elementos do Esquadrão N.º 54 da RAF, operando o Hawker Fury. Com a eclosão da Segunda Guerra Mundial, o esquadrão fazia parte do elemento aéreo da Força Expedicionária Britânica na França, equipado com aviões Hawker Hurricane. O tenente de voo Ian Gleed foi destacado para o esquadrão como piloto substituto em 17 de maio de 1940 e tornou-se num ás em dois dias. Ele assumiu o comando do esquadrão em dezembro de 1940, quando ele estava baseado na RAF Charmy Down.
Em julho de 1944, o Esquadrão N.º 87 tornou-se num dos dois esquadrões da RAF a juntar-se à Asa N.º 8 da SAAF (o outro foi o Esquadrão N.º 185) e começou as operações de caça-bombardeiro apoiando os combatentes aliados na Itália, bem como participando de ofensivas nos Balcãs. Ele continuou neste papel na campanha italiana até ao final da guerra.

### Bibliography
- The Illustrated Encyclopedia of Aircraft (Part Work 1982-1985). [S.l.]: Orbis Publishing. 1985
- Halley, James J. 1988. The Squadrons of the Royal Air Force & Commonwealth 1918–1988. Air Britain ISBN 0-85130-164-9.
- Jefford, C.G. (1988). RAF Squadrons. [S.l.]: Airlife Publishing Ltd. ISBN 1-85310-053-6
- Orpen, Neil (1977). Eagles Victorious: The S.A.A.F. in Italy and the Mediterranean: 1943 - 1945. [S.l.]: Purnell. ISBN 0-86843-008-0